# Olympus E-1
- E-3
L'Olympus E-1, introduit en 2003, a été le premier appareil photo reflex numérique conçu dès le départ pour la photographie numérique. Cela contraste avec ses concurrents contemporains qui proposaient des appareils basés sur des pièces réutilisées des appareils reflex argentiques 35 mm, modifiés pour s’adapter à une taille de capteur APS-C.

## Fonctionnalités
Le E-1 utilise la monture d'objectif et le système d’imagerie système Four Thirds. Ce choix de conception signifie que, comme le CCD est plus petit qu'un négatif au format 35 mm, les objectifs et les boîtiers d’appareil photo du système Four Thirds peuvent être plus petits et plus légers que ceux des reflex précédents.
Principales caractéristiques :
- Boîtier plus léger/plus compact que les boîtiers reflex numériques contemporains
- Capteur CCD de 5 mégapixels
- Bonne plage dynamique et bonne exposition
- Boîtier en alliage de magnésium
- Tropicalisation (étanche aux éclaboussures)
- Le système de réduction de la poussière « Supersonic Wave Filter » nettoie le CCD à chaque démarrage de l'appareil (la poussière est secouée du CCD)
- Connectivité USB 2.0 et FireWire
- Prise de vue en continu 3 images par seconde jusqu’à 12 images
- Capteur hybride de balance des blancs (sur la surface externe de l’appareil photo et à l’aide d’un capteur CCD)
- Micrologiciel évolutif par l'utilisateur

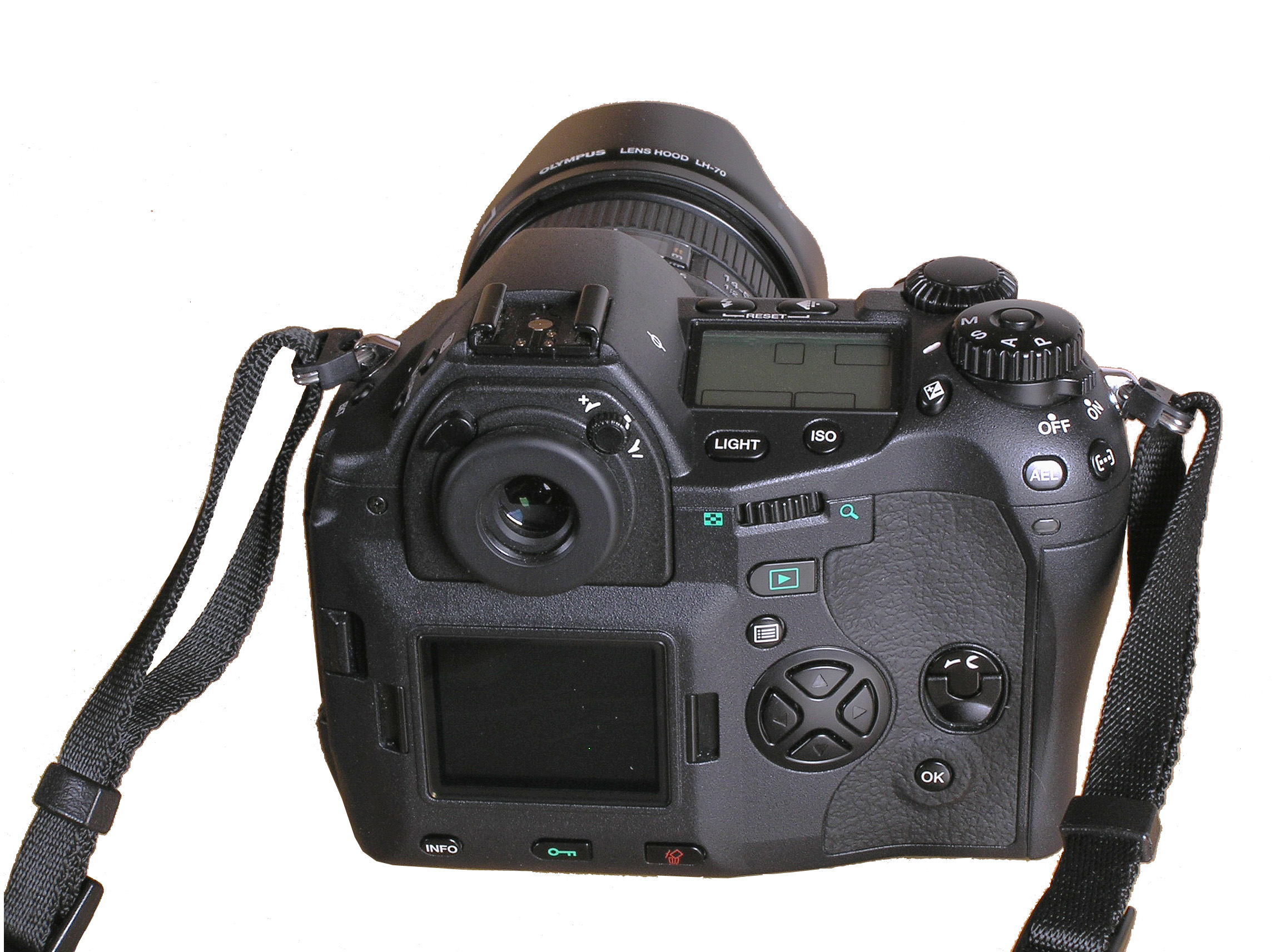
Vue arrière.

Parfois, l'utilisateur observe des points lumineux lors d'expositions longues (supérieures à quelques secondes). C'est ce qu’on appelle le bruit d'exposition longue. En activant la « suppression du bruit » (et non le « filtre de bruit »), le E-1 effectuera une « soustraction d'image noire » pour se débarrasser de ces points lumineux erronés.
Le développement de l'E-1 a impliqué la revitalisation de l'ancienne marque d'objectifs Zuiko d’Olympus, à travers une nouvelle gamme nommée « Zuiko Digital » avec la monture d'objectif du système Four Thirds. L’E-1 était généralement vendu avec un zoom Zuiko Digital 14-54 mm 1:2,8-3,5 résistant aux éclaboussures.
Olympus a d'abord distribué des adaptateurs gratuits pour connecter les objectifs OM à la nouvelle monture du système Four Thirds. Cet adaptateur a permis d'utiliser une large gamme d'objectifs OM avec les nouveaux reflex numériques Olympus. L'adaptateur n'est plus offert gratuitement, mais il est toujours disponible à l'achat auprès des revendeurs agréés Olympus.